# تالس اولکس
تالس بنتو اولکس (انگلیسی: Thales؛ زادهٔ ۲۸ آوریل ۱۹۹۴) بازیکن فوتبال اهل برزیل است.

## دوران باشگاهی
تالس در پلوتاس متولد شد، سال‌های جوانی خود را از سال ۲۰۰۹ تا ۲۰۱۳ در پائولیستا گذراند. پس از اینکه در سال ۲۰۱۳ به تیم اصلی صعود کرد، ۱۹ بازی انجام داد، سپس به صورت قرضی به باشگاهی حاضر در سگوندا لیگا با نام براگا B پیوست تا در جستجوی فرصت‌های بیشتر باشد.
پس از ۳ سال بازی برای براگا B، به اروکا پیوست و هم‌اکنون کاپیتان اول این تیم است.